# Cerjani
Cerjani (en italien : Ceriani) est une localité de Croatie située en Istrie, dans la municipalité de Kaštelir-Labinci, dans le comitat d'Istrie. En 2001, la localité comptait 15 habitants.

## Démographie
| 1948 | 1953 | 1961 | 1971 | 1981 | 1991 | 2001 |
| ---- | ---- | ---- | ---- | ---- | ---- | ---- |
| 42   | 35   | 43   | 43   | 21   | 30   | 15   |